# Hiroki Fujiharu
Hiroki Fujiharu (藤春 廣輝, Fujiharu Hiroki) est un footballeur international japonais né le 28 novembre 1988. Il évolue au poste de défenseur.

## Biographie

### En club
Hiroki Fujiharu commence sa carrière professionnelle au Gamba Osaka. Avec ce club, il remporte le championnat du Japon en 2014, et participe à la Ligue des champions de l'AFC. Il est demi-finaliste de la Ligue des champions d'Asie en 2015, en étant battu par le Guangzhou Evergrande, futur vainqueur de l'épreuve.

### En équipe nationale
Hiroki Fujiharu reçoit trois sélections en équipe du Japon lors de l'année 2015. Il joue son premier match le 27 mars 2015, en amical contre la Tunisie. Il joue ensuite contre la Corée du Nord, lors de la Coupe d'Asie de l'Est. Il joue son troisième et dernier match avec l'équipe du Japon contre le Cambodge, lors des éliminatoires du mondial 2018.
En 2016, il est retenu par le sélectionneur Makoto Teguramori afin de participer aux Jeux olympiques d'été organisés au Brésil. Lors du tournoi olympique, il joue deux matchs : contre le Nigeria, et la Colombie.

## Palmarès
- Champion du Japon (J. League 1) en 2014 avec le Gamba Osaka
- Vice-champion du Japon (J. League 1) en 2015 avec le Gamba Osaka
- Champion du Japon de D2 (J. League 2) en 2013 avec le Gamba Osaka
- Vainqueur de la Coupe du Japon en 2014 et 2015 avec le Gamba Osaka
- Finaliste de la Coupe du Japon en 2012 avec le Gamba Osaka
- Finaliste de la Coupe de la Ligue japonaise en 2015 et 2016 avec le Gamba Osaka
- Vainqueur de la Supercoupe du Japon en 2015 avec le Gamba Osaka
- Finaliste de la Supercoupe du Japon en 2016 avec le Gamba Osaka